# Komturei des Deutschen Ordens in Bremen

Ordenskreuz

Die ehemalige Komturei des Deutschen Ordens in Bremen war eine Komturei des Deutschen Ordens und bestand von 1230 bis 1564. Sie hatte ihren Sitz in der Altstadt zwischen der Ostertorstraße und dem Schnoor bei der heutigen Komturstraße. Von den Gebäuden blieb nur die Unterkirche erhalten.
Seit 1917 standen die verbliebenen Bauten, seit 1973 steht die Unterkirche unter Bremer Denkmalschutz.

## Geschichte
Der beim Dritten Kreuzzug von Kreuzfahrern aus Bremen und Lübeck bei der Belagerung von Akkon (1189–1191) gegründete Deutsche Orden errichtete schon 1230 eine Komturei in Bremen. Die kleine einschiffige Elisabethkirche mit nur zwei Jochen und ein angefügtes Ordenshaus entstanden beim Spittal. Das vorhandene Heiliggeist-Spital wurde übernommen und bald als „Deutsches Haus“ bezeichnet. 1426 wurde der Hospitalbetrieb eingestellt und 1519 das Haus letztmals erwähnt. Die Komturstraße erinnert an den Standort.

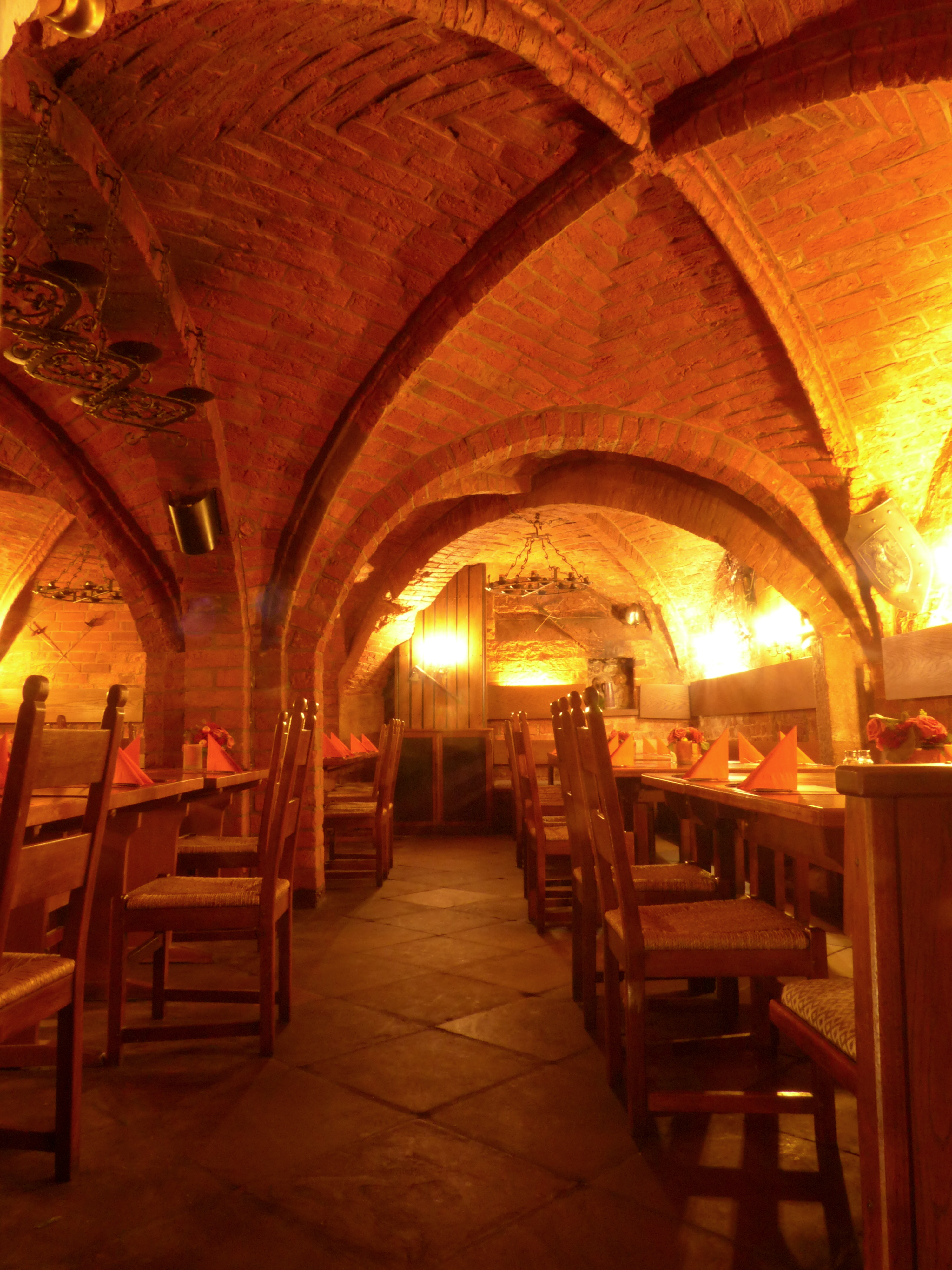
Restaurant „Comturei“, ehemalige Krypta der oberirdisch verschwundenen Elisabethkirche der Ordenskomturei

1234 beteiligten sich die Ritter des Deutschen Ordens am „Kreuzzug“ gegen die Stedinger im Stedingerkrieg.
Nur wenige Ordensbrüder befanden sich in Bremen, und nur ein bis zwei Ordenspriester waren bis 1450 tätig. Der Orden wandelte sich zum wohlhabenden Wirtschaftsbetrieb.
Jasper von Münchhausen (um 1470–1519) aus dem angesehenen gleichnamigen Adelsgeschlecht Münchhausen kam als Deutschordenskomtur nach Bremen. Gegen ihn gab es Klagen wegen Brandstiftung und Räuberei. 1514 wurde ein Mann wegen Fälschung von Bremer Münzen hingerichtet. Münchhausen geriet in den Verdacht, den Fälscher beauftragt zu haben. Er wurde deshalb 1515 abgesetzt, kehrte 1517 jedoch in sein Amt zurück und starb 1519 an Syphilis.
Im Aufstand der 104 Männer wird 1531 dem Komtur Rolf von Bardewisch vorgeworfen, er verberge Urkunden, die die tatsächlichen Eigentumsverhältnisse im Bereich der Bürgerweide aufdecken könnten. Am 10. Mai 1531 wurden der Komtur und vier seiner Knechte ermordet und die Komturei geplündert. Der lutherische Franz von Dumstorp (zirka 1485–1583) war danach ab 1532 Komtur in Bremen.
1563 wurde die Komturei an Bremen verpfändet und kurzzeitig an den Komtur von Dünaburg verkauft. 1564 erwarb Bremen die Komturei und die 31 dazugehörenden Bauernhöfe. Der letzte Komtur Franz von Dumstorp bewohnte und verwaltete das Anwesen noch bis zu seinem Tode 1583.
Marstall: 1598 wurde der Alte Marstall in der Langenstraße aufgegeben und Gebäude der Komturei für den neuen Bremer Marstall genutzt. Hier waren am Ende des 18. Jahrhunderts 12 reitende Dienstboten, zwei Kutscher, ein Hufschmied, ein Pferdearzt und ein Knecht stationiert. Der Bereiter wohnte im Reiterhaus in den Wallanlagen.
Lagerhaus: Ab 1674 diente die Kirche als Lager und Packhaus, Gewölbe wurden entfernt und Zwischendecken eingezogen, das Scheitelsegment des Polygonalchors mit einer Winde und Ladetüren versehen. Im Zweiten Weltkrieg gab es in der Umgebung Bombentreffer, aber die profanierte Kirche und mehrere Nachbargebäude blieben weitgehend unbeschädigt. Allerdings befand sich das ehemalige Gotteshaus in einem schlechten Erhaltungszustand. 
Abriss: Beim Wiederaufbau der Innenstadt sollte in nächster Nachbarschaft des Polizeihauses südlich der Ostertorstraße ein neues Gebäude für das Amtsgericht entstehen, was einen Abschied von der alten Parzellierung des Bereiches erforderte. Darum wurde der seit 1917 bestehende Denkmalschutz für die Oberkirche aufgehoben und sie abgetragen. Die Unterkirche blieb unter dem Gerichtsgebäude erhalten und in die neue Denkmalliste von 1973 übernommen. Seit 1976 beherbergt sie das Restaurant „Komturei“.